# 現代モービス
現代モービス株式会社（ヒュンダイモービス、ヒョンデモービス、英文社名：HYUNDAI MOBIS Co., Ltd. ）はソウル特別市に本社を置く自動車部品メーカー。
現代自動車グループの系列会社の自動車部品専門企業である。

## 主力製品・事業
- エアバッグシステム
- ランプ
- ABSシステム
- ステアリングシステム
- マルチメディアシステム
- LDWS（車線離脱警告システム）
- LKAS（車線離脱防止システム）
- SCC（適応型巡航制御装置）
- SPAS（スマート駐車サポートシステム）
- スマートキー
- 駆動モーター
- IPM（バッテリー、インバーター、コンバーター、統合モジュール）
- シャーシモジュール
- 運転席モジュール
- フロントエンドモジュール
- ホイール

## 主要事業所
- 本社 - ソウル特別市江南区テヘラン路293 International Tower
- 技術研究所 - 京畿道龍仁市器興区麻北洞80-10
- 義王研究所 - 京畿道義王市三洞460-30

## 沿革
- 1977年7月 現代精工が設立される。（自動車部品事業、鋳造/バルブ事業、コンテナ事業担当）
- 1979年 - 特装車事業部門に進出。
- 1982年 - ヨット事業、水処理プラントなどの環境事業に進出。
- 1983年 - 船舶の解体などのリソースの再生事業に進出。コンテナ部門で世界1位の生産メーカーとなる。
- 1985年 - 関連会社であるヒョンデ自動車の吸収合併による鉄道車両事業や軍需事業に進出。
- 1986年 - 韓国型ディーゼル電気機関車を生産。
- 1987年 - マブックリ技術研究所が新築開館。
- 1989年 - 航空事業に進出。
- 1991年 - 磁気浮上列車を開発。四輪駆動車ギャロッパー発売。
- 1993年 - ソウル地下鉄4号線新型電車（4000系）を製造。
- 1994年 - 航空事業部門が現代宇宙航空 （株）に移管される。
- 1995年 - 多目的乗用車サンタモ生産工場が竣工。
- 1996年 - サンタモの生産を開始。
- 1999年 - 現代精工の鉄道車両部門が新設法人の韓国鉄道車両（後のロテム、現在の現代ロテム）に、四輪駆動乗用車部門と工作機械部門が現代自動車にそれぞれ移管される。
- 2000年11月 - 現代精工から現代モービスに社名が変更となる。
- 2001年 - 蔚山モービスオートモンスのプロバスケットボールチームが発足。
- 2002年 - 江蘇省モービス竣工。日本支店を東京都に開設。
- 2003年 - 梨花モジュール（株）を吸収合併し、北京のモジュール工場が竣工。
- 2005年 - 駅三洞に社屋を移転、牙山物流センターが竣工。
- 2006年 - 米国オハイオモジュール工場（DXCモジュール工場）が竣工。
- 2007年 - カスコ合併や昌原工場を新設。
- 2007年7月 - モービス30周年
- 2008年 - 品質研究所を設立、ハイブリッド中核部品事業に進出、商用車用ブレーキシステムを開発。
- 2009年 - 現代オートネットを吸収合併、クライスラーから2兆5000億ウォン規模のシャーシモジュールを受注。
- 2010年 - LG化学とバッテリー技術の合弁会社を設立。
- 2024年 - 現代自動車が中国の重慶工場を売却する決定に伴い[1]、現代モービスの重慶工場も売却する方針が決定。

## 主要関係会社

### 国内グループ企業
- 現代自動車
- KIA